# Wreck-It Ralph
Wreck-It Ralph is een Amerikaanse animatiefilm uit 2012, geproduceerd door Walt Disney Animation Studios. De wereldpremière was op 29 oktober 2012 in het El Capitan Theatre. De film is gedistribueerd door Walt Disney Pictures. Het is de 52e film in de Walt Disney Animated Classics reeks. De film is geregisseerd door Rich Moore.

## Verhaal
De film speelt zich af in een wereld die bestaat binnen de verschillende video- en arcadespellen in de Litwak's Arcade speelhal. Na sluitingstijd komen de personages uit de verschillende spellen vaak bijeen. Centraal staat Wreck-It Ralph, de antagonist uit het spel "Fix-It Felix, Jr." Tijdens een bijeenkomst met andere videospelschurken maakt Ralph bekend dat hij niet langer de schurk wil zijn, daar iedereen van zijn spel hem haat. Hij hoopt dat door een medaille te winnen, net als Felix dat altijd doet, hij het respect van de anderen kan krijgen.
Ralph betreedt voor dit doel de first-person shooter "Hero's Duty". Hij vindt de medaille, maar wordt door een van de vijanden uit het spel, een cy-bug, uit het spel gegooid. Ondertussen merken spelers van "Fix-It Felix, Jr" dat Ralph verdwenen is, en de eigenaar van de speelhal wil het spel wegdoen omdat het kapot zou zijn. Beseffend dat ze dan hun huis zullen verliezen, gaat Felix op zoek naar Ralph. Die is ondertussen aangeland in het racespel "Sugar Rush". Daar ontmoet hij Vanellope von Schweetz, een personage dat vanwege een programmeerfout normaal niet gekozen kan worden door spelers van "Sugar Rush". Ze gebruikt Ralphs medaille om toch een plaats te bemachtigen tussen de racers, tot ongenoegen van het personage King Candy, die van mening is dat Vanellope niet in het spel thuishoort. Ralph voelt medelijden met Vanellope daar ze net zo’n buitenstaander is als hij, en helpt haar met de race. Ondertussen is Felix aangeland in "Hero's Duty", waar hij sergeant Tamora Calhoun ontmoet. Deze waarschuwt Felix dat door Ralphs toedoen een cy-bug uit het spel is ontsnapt en nu de andere spellen bedreigt. De twee spannen samen om Ralph en de cy-bug te zoeken in "Sugar Rush". Felix wordt echter opgesloten in King Candy’s kasteel, terwijl Calhoun ontdekt dat de cy-bug zich reeds aan het voortplanten is.
King Candy hackt "Sugar Rush" en geeft Ralph zijn medaille terug met de mededeling dat Vanellope mee laten racen desastreus zou zijn voor het spel en haarzelf. Ralph ziet de ernst van de situatie in en sloopt Vanellope's wagen. Hij keert terug naar zijn eigen spel, maar dat is verlaten; iedereen is gevlucht daar het spel de volgende dag zal worden afgesloten. Ralph ziet vervolgens Vanellope's afbeelding op de arcade van Sugar Rush, en beseft dat ze wel in het spel thuishoort. Hij gaat terug naar "Sugar Rush", waar hij ontdekt dat King Candy het meesterbrein achter alles is; hij heeft de code van "Sugar Rush" gesaboteerd en zo Vanellope haar programmeerfout gegeven zodat ze nooit zal kunnen racen en hij haar plaats kon innemen. Als ze ooit een race voltooit zal het spel zichzelf resetten en de fout ongedaan gemaakt worden. Ralph redt Felix, en laat hem Vanellope's wagen herstellen. Vanellope kan nu toch meedoen met de race. Tijdens de race beginnen de eieren van de cy-bug uit te komen. Felix, Calhoun en Ralph bevechten de bugs, terwijl Vanellope King Candy probeert te verslaan. Tijdens de race ontdekt ze King Candy’s geheim; hij is in werkelijkheid Turbo, een personage uit een ouder racespel die Sugar Rush binnengedrongen is om weer in het middelpunt van de aandacht te staan. Vanellope kan aan Turbo ontsnappen, die vervolgens door een cy-bug wordt verslonden.
De overige cy-bugs vernielen ondertussen "Sugar Rush" en de personages moeten vluchten, maar Vanellope kan niet mee omdat haar programmeerfout haar verhindert het spel te verlaten. In een laatste poging het spel te redden begeeft Ralph zich naar Diet Cola Mountain, een nooit voltooid onderdeel van het spel, waar hij de mentos-stalactieten wil laten instorten en zo een eruptie van cola en mentos op gang wil brengen. Turbo, die versmolten is met de cy-bug die hem verslond en nu een computervirus is geworden, probeert Ralph nog te stoppen, maar tevergeefs. De eruptie lokt alle cy-bugs en Turbo naar hun ondergang. "Sugar Rush" is gered en Vanellope kan eindelijk haar rechtmatige plaats innemen als de hoofdpersoon van het spel. Ralph en Felix keren terug naar hun eigen spel zodat dit weer werkt en niet weggegooid zal worden. Felix en Calhoun treden in het huwelijk en Ralph krijgt, ondanks dat hij nog steeds de antagonist van het spel is, eindelijk meer respect van de personages uit "Fix-It Felix, Jr."

## Rolverdeling
| Personage                                             | Originele versie     | Nederlandse versie                 | Vlaamse versie       |
| ----------------------------------------------------- | -------------------- | ---------------------------------- | -------------------- |
| Wreck-It Ralph                                        | John C. Reilly       | Frank Lammers                      | Stijn Cole           |
| Vanellope von Schweetz                                | Sarah Silverman      | Georgina Verbaan                   | Britt Van Der Borght |
| Fix-It Felix, Jr.                                     | Jack McBrayer        | Sascha Visser                      | Michael Pas          |
| Sergeant Tamora Jean Calhoun                          | Jane Lynch           | Irene Moors                        | Tania Kloek          |
| King Candy / Turbo (Koning Karamel)                   | Alan Tudyk           | Jon van Eerd Huub Dikstaal (Turbo) | Daan Hugaert         |
| Taffyta Muttonfudge (Toffeetia Langestroop)           | Mindy Kaling         | Peggy Vrijens                      | Eline De Munck       |
| Markowski                                             | Joe Lo Truglio       | Jonas Leopold                      |                      |
| Mr. Litwak                                            | Ed O'Neill           | Ad Visser                          | Stan Van Samang      |
| General Hologram (Generaal Hologram)                  | Dennis Haysbert      | Murth Mossel                       | Karel Deruwe         |
| Mary (Marie)                                          | Edie McClurg         | Marjolein Algera                   | Gerdy Swemen         |
| Mayor Gene (Geert)                                    | Raymond S. Persi     | Wiebe-Pier Cnossen                 | Sven de Ridder       |
| Don                                                   | Jess Hernell         | Levi van Kempen                    |                      |
| Deanna                                                | Rachael Harris       |                                    |                      |
| Roy                                                   | Skylar Astin         |                                    |                      |
| Wynnchel (Marcel)                                     | Adam Carolla         | Marcel Jonker                      | Stan Van Samang      |
| Duncan                                                | Horatio Sanz         | Huub Dikstaal                      | Vincent Banić        |
| Root Beer Tapper                                      | Maurice LaMarche     | Ad Visser                          | Sam De Bruyn         |
| Moppet Girl                                           | Stefanie Scott       | Pip Pellens                        |                      |
| Beard Papa                                            | John DiMaggio        | Hero Muller                        |                      |
| Sour Bill (Zuurpruim)                                 | Rich Moore           | Gert-Jan "Brainpower" Mulder       | Sam De Bruyn         |
| Candlehead (Kadelara)                                 | Katie Lowes          | Fleur van de Water                 |                      |
| Rancis Fluggerbutter (Renske Roomboter)               | Jamie Elman          | Pip Pellens                        |                      |
| Jubileena Bing Bing                                   | Josie Trinidad       | Fleur van de Water                 |                      |
| Crumbelina Di Caramello                               | Cymbre Walk          |                                    |                      |
| Sugar Rush Announcer (Sugar Rush Aankondiger)         | Tucket Gilmore       | Levi van Kempen                    |                      |
| Kohut                                                 | Brandon Scott        | Marcel Jonker                      |                      |
| Brad                                                  | Tim Mertens          | Wiebe-Pier Cnossen                 |                      |
| Clyde                                                 | Kevin Deters         | Charly Luske                       | Jeroen Van Dyck      |
| Zangief                                               | Rich Moore           | Jeroen van Inkel                   | Govert Deploige      |
| M. Bison                                              | Gerald C. Rivers     | Marcel Jonker                      |                      |
| Saitine                                               | Martin Jarvis        | Huub Dikstaal                      |                      |
| Zombie                                                | Raymond S. Persi     |                                    |                      |
| Cyborg (gebaseerd op Kano uit Mortal Kombat)          | Brian Kesinger       | Murth Mossel                       |                      |
| Sonic the Hedgehog                                    | Roger Craig Smith    | Sander van der Poel                |                      |
| Turtle                                                | Tucker Gilmore       |                                    |                      |
| Surge Protector (beveiliger van Game Central Station) | Phil Johnston        | Huub Dikstaal                      | Sam De Bruyn         |
| Ken                                                   | Reuben Langdon       | Sander van der Poel                |                      |
| Ryu                                                   | Kyle Hebert          | Marcel Jonker                      |                      |
| Yuni Verse                                            | Jamie Sparer Roberts | Fleur van de Water                 |                      |

De overige stemmen in de originele versie worden ingesproken door: Ava Acres, Isabella Acres, Bob Bergen, Dave Boat, Reed Buck, Michael Carlsen, David Cowgill, Jim Cummings, Ed Daily, Debi Derryberry, Will Deters, Terri Douglas, Sandy Fox, Eddie Frierson, Tyler Ganus, Earl Ghaffari, Emily Hahn, Jennifer Hale, Daniel Kaz, Dave Kohut, Lauren MacMullan, Mona Marshall, Scott Menville, Laraine Newman, Paul Pape, Cooper Reed, Lynwood Robinson, Trenton Rogers, Jadon Sand, Kath Soucie, April Stewart, Fred Tatasciore en Jennifer Christine Vera.

  De Nederlandse nasynchronisatie is geregisseerd door Marty de Bruijn en vertaald door John Tak. De overige Nederlandse stemmen zijn ingesproken door: Levi van Kempen, Dennis Breedveld, Maaike Arkesteijn, Ellen Steusel, Mark Dubbeldam, Adriaan Bijl, Fleur van de Water, Pip Pellens, Sander van der Poel, Xavier Werner, Inge 't Hardt, Barry Worsteling, Desirée Verhagen, Coen Marius van Daal, Jasper van Waes en Ffion van Gulik.

  De Vlaamse nasynchronisatie is geregisseerd door Mieke Laureys en vertaald door John Tak.

## Achtergrond

### Productie
Het idee voor Wreck-It Ralph ontstond reeds in de late jaren 80 onder de werktitel High Score. Sindsdien werd het concept meerdere malen herzien en heroverwogen. Zo veranderde de titel gedurende de jaren 90 naar Joe Jump en Reboot Ralph.
Het script onderging meerdere wijzigingen tijdens de productie. Zo zouden Ralph en Vanellope oorspronkelijk meerdere spellen moeten bezoeken om de onderdelen van Vanellope’s racewagen te bemachtigen, en zou Felix met hen meereizen. Ook zou een vierde spel, Extreme Easy Living 2, in de film voorkomen. Dit spel zou gelijk moeten zijn aan The Sims. Deze spelwereld werd uit het script geschrapt daar een dergelijk spel niet bij de arcadespellen zou passen.

### Soundtrack
De muziek is gecomponeerd door Henry Jackman. Het slotlied "Sugar Rush" wordt gezongen door de Japanse meidengroep AKB48.

#### Tracklist
Alle muziek is geschreven door Henry Jackman, behalve 1–6.
| 1.                 | When Can I See You Again?             | Owl City         | 3:38 |
| 2.                 | Wreck-It, Wreck-It Ralph              | Buckner & Garcia | 2:59 |
| 3.                 | Celebration                           | Kool & the Gang  | 3:40 |
| 4.                 | Sugar Rush                            | AKB48            | 3:14 |
| 5.                 | Bug Hunt (Noisia Remix)               | Skrillex         | 7:04 |
| 6.                 | Shut Up and Drive                     | Rihanna          | 3:32 |
| 7.                 | Wreck-It Ralph                        |                  | 1:33 |
| 8.                 | Life in the Arcade                    |                  | 0:43 |
| 9.                 | Jumping Ship                          |                  | 1:06 |
| 10.                | Rocket Fiasco                         |                  | 5:48 |
| 11.                | Vanellope von Schweetz                |                  | 2:57 |
| 12.                | Royal Raceway                         |                  | 3:23 |
| 13.                | Cupcake Breakout                      |                  | 1:12 |
| 14.                | Candy Vandals                         |                  | 1:39 |
| 15.                | Turbo Flashback                       |                  | 1:42 |
| 16.                | Laffy Taffies                         |                  | 1:35 |
| 17.                | One Minute to Win It                  |                  | 1:17 |
| 18.                | Vanellope's Hideout                   |                  | 2:33 |
| 19.                | Messing with the Program              |                  | 1:20 |
| 20.                | King Candy                            |                  | 2:11 |
| 21.                | Broken-Karted                         |                  | 2:49 |
| 22.                | Out of the Penthouse, Off to the Race |                  | 2:51 |
| 23.                | Sugar Rush Showdown                   |                  | 4:15 |
| 24.                | You're My Hero                        |                  | 4:16 |
| 25.                | Arcade Finale                         |                  | 3:19 |
| Totale duur: 70:36 |                                       |                  |      |

### Cameo's
In de film maken verscheidene computerspelpersonages een cameo. Zo zijn op de filmposter Sonic the Hedgehog en Dr. Eggman te zien en verschijnen onder meer M. Bison, Tails, Bowser, een Super Mushroom, de personages uit Q*bert en een spook uit Pac-Man in de film.
Regisseur Rich Moore wilde vanaf het begin al personages uit echt bestaande spellen ten tonele voeren in de film om het geheel er authentieker uit te laten zien, gelijk aan hoe in bijvoorbeeld Who Framed Roger Rabbit bekende tekenfilmfiguren te zien zijn en in de Toy Story –reeks echt bestaand speelgoed meespeelt. Om de cameo’s mogelijk te maken vroeg Disney de rechthebbenden om toestemming, en liet zich door hen adviseren zodat de personages zo correct mogelijk zouden worden weergegeven in de film. Moore stond er echter wel op dat de cameo’s niet geforceerd over moesten komen. Zo mochten de personages alleen meespelen in scènes die echt bij hen zouden passen. Nintendo wilde bijvoorbeeld graag dat naast Bowser ook Mario in de film te zien zou zijn, maar Moore kon geen geschikte scène voor hem bedenken. Ook mochten de cameo’s de aandacht niet te veel afleiden van de hoofdpersonen.

### Uitgave en ontvangst

Disney promootte de film tijdens de E3-conventie met behulp van een namaak-arcade.

Oorspronkelijk stond de première van de film gepland voor 22 maart 2013, maar dit werd vervroegd naar 2 november 2012 omdat de productie voorliep op schema. De film werd samen met de korte film Paperman als voorprogramma uitgebracht. Op 6 juni 2012 werd de eerste trailer voor Wreck-It Ralph uitgebracht. Tevens prees Disney de film aan tijdens de Electronic Entertainment Expo van 2012.
Wreck-It Ralph kreeg overwegend positieve reacties van critici. Op Rotten Tomatoes gaf 86% van de recensenten de film een goede beoordeling. Op Metacritic kreeg de film een score van 72 punten op een schaal van 1 tot 100. Bij een peiling onder het publiek van CinemaScore kreeg de film een A-status. Roger Ebert van de Chicago Sun-Times gaf de film 3 uit 4 sterren.
In Noord-Amerika bracht Wreck-It Ralph in totaal $189.422.889 op, en daarbuiten $281.800.000. Daarmee was de film de op drie na meest succesvolle animatiefilm van 2012, en tevens de op 3 na financieel meest succesvolle film van Walt Disney Animation Studios.

## Prijzen en nominaties
| Prijs                             | Categorie                                                            | Genomineerde                                                                          | Resultaat   |
| --------------------------------- | -------------------------------------------------------------------- | ------------------------------------------------------------------------------------- | ----------- |
| Academy Award                     | Beste animatiefilm                                                   | Rich Moore                                                                            | Genomineerd |
| Annie Awards                      | Beste animatiefilm                                                   |                                                                                       | Gewonnen    |
| Annie Awards                      | Animatie-effecten en –productie                                      | Brett Albert                                                                          | Genomineerd |
| Annie Awards                      | Character Design in an Animated Feature Production                   | Bill Schwab, Lorelay Bove, Cory Loftis, Minkyu Lee                                    | Genomineerd |
| Annie Awards                      | Regie voor een animatiefilm                                          | Rich Moore                                                                            | Gewonnen    |
| Annie Awards                      | Muziek voor een animatiefilm                                         | Henry Jackman, Skrillex, Adam Young, Matthew Thiessen, Jamie Houston, Yasushi Akimoto | Gewonnen    |
| Annie Awards                      | Beste storyboard                                                     | Leo Matsuda                                                                           | Genomineerd |
| Annie Awards                      | Beste storyboard                                                     | Lissa Treiman                                                                         | Genomineerd |
| Annie Awards                      | Beste stemacteur                                                     | Alan Tudyk (King Candy)                                                               | Gewonnen    |
| Annie Awards                      | Beste script                                                         | Phil Johnston, Jennifer Lee                                                           | Gewonnen    |
| Annie Awards                      | Beste montage                                                        | Tim Mertens                                                                           | Genomineerd |
| Chicago Film Critics Association  | Beste animatiefilm                                                   |                                                                                       | Genomineerd |
| Critics Choice Awards             | Beste animatiefilm                                                   |                                                                                       | Gewonnen    |
| Golden Globe                      | Beste animatiefilm                                                   |                                                                                       | Genomineerd |
| Golden Reel Award                 | Beste geluidsmontage voor een animatiefilm.                          |                                                                                       | Gewonnen    |
| IGN's Best of 2012 Awards         | Beste film                                                           |                                                                                       | Genomineerd |
| IGN's Best of 2012 Awards         | Beste animatiefilm                                                   |                                                                                       | Gewonnen    |
| IGN's Best of 2012 Awards         | IGN People's Choice Award voor beste animatiefilm                    |                                                                                       | Gewonnen    |
| IGN's Best of 2012 Awards         | Beste 3D film                                                        |                                                                                       | Genomineerd |
| IGN's Best of 2012 Awards         | Beste filmposter                                                     |                                                                                       | Genomineerd |
| National Board of Review Awards   | Best Animated Feature                                                |                                                                                       | Gewonnen    |
| Nickelodeon Kids Choice Awards    | Favoriete animatiefilm                                               |                                                                                       | Gewonnen    |
| Online Film Critics Society Award | Beste animatiefilm                                                   |                                                                                       | Genomineerd |
| Producers Guild of America Award  | Beste animatiefilm, bioscoop                                         | Clark Spencer                                                                         | Gewonnen    |
| Satellite Award                   | Beste animatie of gemengde media-film.                               | Rich Moore                                                                            | Genomineerd |
| Saturn Awards                     | Beste animatiefilm                                                   | Rich Moore                                                                            | Genomineerd |
| Visual Effects Society            | Outstanding Animation in an Animated Feature Motion Picture          | Sean Jenkins, Scott Kersavage, Rich Moore, Clark Spencer                              | Genomineerd |
| Visual Effects Society            | Outstanding Animated Character in an Animated Feature Motion Picture | John Kahwaty, Suzan Kim, Michelle Robinson, Tony Smeed (for Vanellope)                | Genomineerd |

## Computerspel
Als aanvulling op een Flash-gebaseerde versie van het Fix-It Felix, Jr.-spel kwam Disney in 2012 met een gelijknamig computerspel. Het is een platformspel dat is uitgebracht voor de Wii, Nintendo 3DS en DS, en ontving voornamelijk negatieve recensies.
Het spel speelt zich direct af na de gebeurtenissen uit de film. De speler kan als Ralph of Felix Jr. spelen en moet respectievelijk schade toerichten of repareren.